# South Lyon

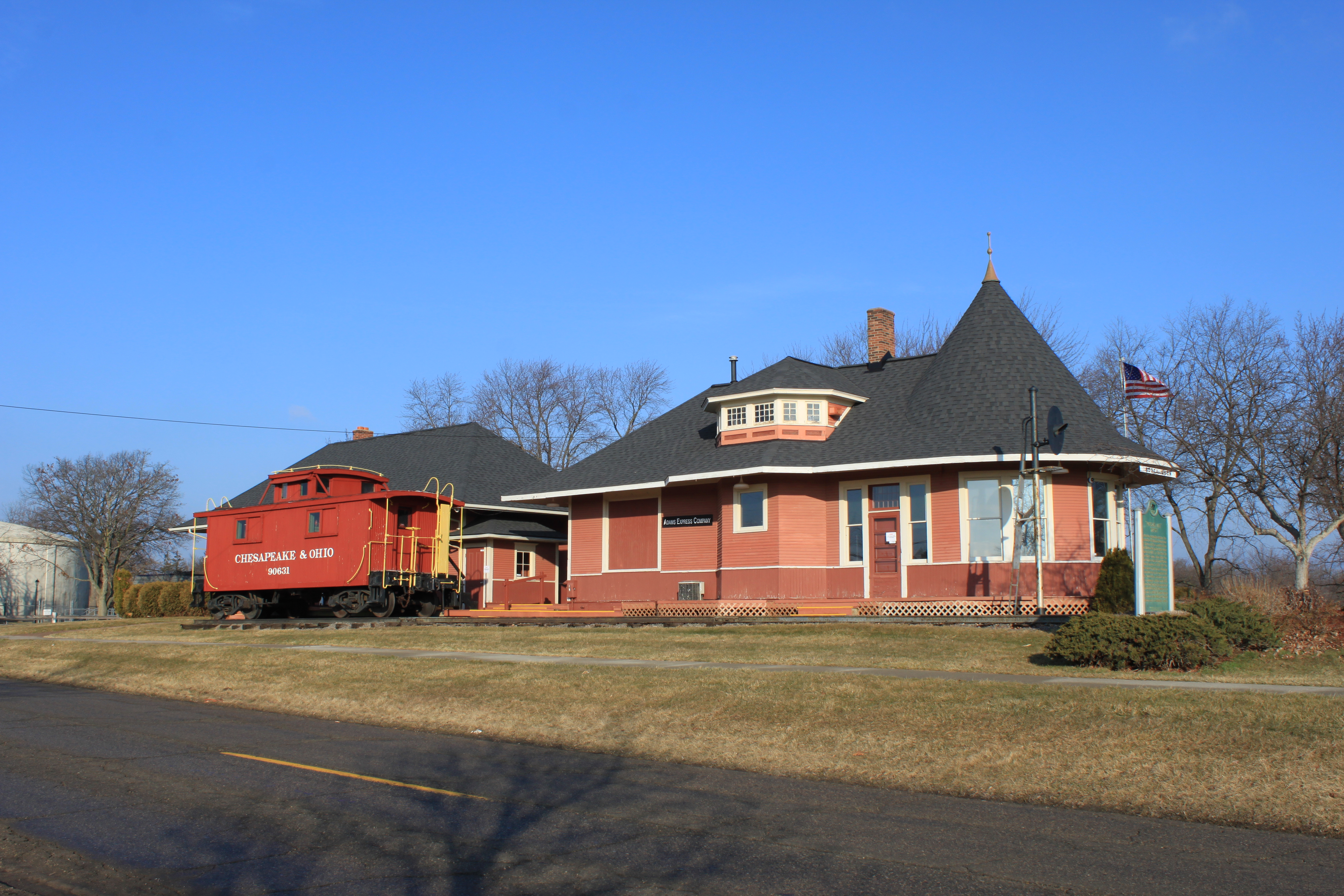
Witch's Hat Depot museum i South Lyon

South Lyon är en stad i sydvästra Oakland County, Michigan, USA, som är belägen i storstadsområdet Detroit. Folkmängden var enligt 2020 års folkräkning 11 746 invånare. Staden är en del av stadsområdet South Lyon-Howell-Brighton som totalt, enligt 2000 års folkräkning, hade en befolkning på 106 139 invånare. Staden ligger 31 km norr om Ann Arbor, 72 km väst om Detroit och 93 km öst om Lansing.

## Historia
South Lyon grundades 1832 och kallades Thompson's Corners. Samma år döptes det omkringliggande området till Lyon, efter Lucius Lyon, en parlamentariker i Michigans delstatsparlament. Namnet på staden blev så småningom South Lyon efter dess position i området Lyon. South Lyon klassificerades som by 1873 och fick stadsprivilegier 1930.
Tre järnvägslinjer gick igenom staden. Sommaren 1871 var spåret västerut mellan Plymouth och South Lyon färdigbyggt. År 1880 var ett järnvägsspår till Ann Arbor färdigbyggt. Målet var att lägga spåret fram till Pontiac men dessa planer fullföljdes dock inte under de dåvarande ägarna. 1890 lade man ner linjen. År 1883 byggde GTW en ny järnvägslinje mellan Jackson, Michigan och Pontiac, vilken korsade South Lyon. Tågen fortsatte att stanna i South Lyon fram tills början av 1980-talet, då South Lyon som station togs bort. Idag består de före detta tågspåren till stor del av cykelspår.